# ناوشکن کلاس بوکلیر
دیسترویر کلاس بوکلیر (به انگلیسی: Bouclier-class destroyer) یک کلاس از کشتی است که طول آن ۷۶٫۳ متر (۲۵۰ فوت ۴ اینچ) می‌باشد.